# Stephen Hart
Stephen Simon Hart (ur. 15 marca 1960 w San Fernando) – trynidadzko-tobagijski piłkarz występujący na pozycji pomocnika. Selekcjoner reprezentacji Trynidadu i Tobago.

## Kariera piłkarska
W trakcie kariery piłkarskiej Hart grał dla trynidadzkich-tobagijskich drużyn Texacoi San Fernando Strikers oraz dla kanadyjskich Saint Mary's Huskies oraz Halifax King od Donair. 7 razy zagrał także w reprezentacji Trynidadu i Tobago.

## Kariera trenerska
Karierę trenerską Hart rozpoczął w zespole Halifax King of Donair. Następnie trenował kobiecą drużynę Saint Mary's Huskies, kadrę Kanady U-17. Był także asystentem szkoleniowca reprezentacji Kanady. W 2007 roku Hart objął stanowisko jej tymczasowego selekcjonera. W tym samym roku wziął z nią udział w Złotym Pucharze CONCACAF, zakończonym przez Kanadę na półfinale. 
W 2007 roku Hart przestał być trenerem reprezentacji Kanady. W 2009 roku powrócił na to stanowisko i wraz z drużyną Kanady dotarł do ćwierćfinału Złotego Pucharu CONCACAF. W 2011 roku po raz trzeci weźmie udział w tym turnieju.
W 2013 roku został selekcjonerem Trynidadu i Tobago.